# معبد رامابا
معبد رامابا هو معبد هندوسي يقع بولاية تيلانغانا في جنوب الهند.